# 冒険のススメ
『冒険のススメ』（ぼうけんのススメ）は、1986年6月18日にリリースされたC-C-Bの5枚目のアルバムである。

## 解説
- 笠浩二が2枚目のアルバム『Boy's Life』以来の作曲作品を収録。田口智治が編曲者として初めてクレジットされる。
- 関口誠人が作詞、米川英之が作曲した作品「冒険のススメ」がアルバムタイトルとして採用された。
- 2015年1月21日、ユニバーサルミュージックよりSHM-CDで再発売（本アルバムを含むC-C-Bのオリジナルアルバム9作品が同時リリースされた）。

## その他
- AJ-米田渡-「冒険のスズメ」（アルバム『AJ』収録）

AJ-米田渡-とは、2011年に渡辺英樹・田口智治・米川英之がC-C-Bの楽曲をセルフカバーする主旨を掲げて結成したユニット（詳細はC-C-Bメンバーによる別プロジェクトでの活動#AJ-米田渡-項参照）。「冒険のスズメ」は「冒険のススメ」をリスペクトしている。

## 収録曲
| #   | タイトル                                                    | 作詞     | 作曲     | 編曲            | 時間 |
| --- | ----------------------------------------------------------- | -------- | -------- | --------------- | ---- |
| 1.  | 「JOKEじゃなしに I LOVE YOU」                               | 松本隆   | 筒美京平 | 大谷和夫・C-C-B | 3:01 |
| 2.  | 「東京…ナイト・フェイス」                                   | 渡辺英樹 | 渡辺英樹 | 大谷和夫・C-C-B | 3:19 |
| 3.  | 「流星のラスト・デート」                                    | 関口誠人 | 関口誠人 | 田口智治        | 4:28 |
| 4.  | 「モンスター登場」                                          | 関口誠人 | 笠浩二   | 田口智治        | 3:59 |
| 5.  | 「I LOVE YOU」                                              | 渡辺英樹 | 渡辺英樹 | 大谷和夫・C-C-B | 3:05 |
| 6.  | 「元気なブロークン・ハート」(アルバム-Mix (クレジット無し)) | 松本隆   | 筒美京平 | 大谷和夫・C-C-B | 4:33 |
| 7.  | 「涙はNO THANK YOU」                                        | 関口誠人 | 米川英之 | 米川英之        | 4:35 |
| 8.  | 「プライベート・マッスル」                                  | 関口誠人 | 関口誠人 | 大谷和夫・C-C-B | 2:23 |
| 9.  | 「ハードボイルド物語」                                      | 松本隆   | 筒美京平 | 大谷和夫・C-C-B | 2:59 |
| 10. | 「冒険のススメ」                                            | 関口誠人 | 米川英之 | 米川英之        | 3:39 |

### Plus版
1994年10月26日に再発されたPlus版はボーナストラックとして以下の曲を収録している。
| #   | タイトル | 作詞   | 作曲     | 編曲            | 時間 |
| --- | --- | ------ | -------- | --------------- | ---- |
| 11. | 「元気なブロークン・ハート 〜Single Mix」 | 松本隆 | 筒美京平 | 大谷和夫・C-C-B | 3:10 |
| 12. | 「不自然な君が好き」 | 松本隆 | 関口誠人 | 大谷和夫・C-C-B | 4:17 |
| 13. | 「冒険のススメ〜Mega Mix」(冒険のススメ〜JOKEじゃなしに I LOVE YOU〜流星のラスト・デート〜東京･･･ナイト・フェイス〜モンスター登場〜冒険のススメ) |        |          |                 |      |

## 楽曲解説
1. JOKEじゃなしに I LOVE YOU
2. 東京…ナイト・フェイス
担当していたラジオ番組「C-C-Bの気まぐれナイトフェイス」のOPに使用されていた。
3. 流星のラスト・デート
関口が19歳の時に制作した作品で田口は「昔のドラマの主題歌みたいな曲でアレンジが大変だった」と述べている。本アルバムでは関口がメインボーカルだが、関口脱退後のライブでは笠が担当した。
4. モンスター登場
歌詞は関口が「笠をイメージして作った」と述べている。
5. I LOVE YOU
本アルバム収録曲で唯一『冒険のススメ Tour』で演奏されなかった楽曲で関口脱退後初のツアーの『The Flying Trip Tour』で初ライブ演奏された。
6. 元気なブロークン・ハート
クレジットはされていないが元気なブロークン・ハート 〜 Broken Mixのショートバージョンで収録されている。
7. 涙はNO THANK YOU
作詞の関口いわく前作のアルバムに収録されている『アニメのようなA.B.C.』と今楽曲と次作のアルバムに収録されている『ハートブレイク・カラー』（全て作詞：関口誠人、作曲：米川英之）は繋がっていて1つのストーリーになっていると発言している。
8. プライベート・マッスル
ライブ（冒険のススメツアー）で演奏された際は米川はギターを弾かずキーボードを演奏した。
9. ハードボイルド物語
10. 冒険のススメ